# Cripta Arqueològica de Sant Vicent Màrtir
La cripta arqueològica de Sant Vicent Màrtir és als voltants de la seu de València, prop de la porta romànica, i al costat del conjunt arqueològic de l'Almoina.
En primer lloc, a la plaça de l'Almoina, hi ha la casa del Punt de Ganxo, exemple del modernisme valencià, i als seus baixos està la capella de Sant Vicent Màrtir. A aquesta capella s'accedix per una porta formada per un arc amb dues columnes adossades toscanes que sostenen un arc de mig punt. Per damunt d'aquest, hi ha un segon cos en què hi ha un nínxol amb una figura que representa sant Vicent Màrtir, obra de l'escultor Rafael Orellano.
Segons la tradició, aquesta capella fou manada construir pel rei Jaume I, i està dividida al seu interior per un arc apuntat. Al fons de l'estança, hi ha un altar i un panell de taulells valencians, del tipus anomenat socarrats representant una escena del martiri del sant.
En aquest lloc, la tradició popular situava els episodis finals de la vida d'aquest sant, anomenant popularment el lloc com la presó de Sant Vicent, i es creia que ací estava enterrat.
Recents excavacions van donar per resultat la troballa al subsol de la capella d'una cripta de l'època visigòtica de gran valor històric i artístic. A més, està en un bon estat de conservació, té una planta de creu grega i coberta de volta. El seu origen estaria vinculat a la catedral visigòtica (segles VI-VII) i forma part del recinte.